# Kānī Now
Kānī Now (persiska: کانی نو, Kānī Nāv) är en ort i Iran.   Den ligger i provinsen Kurdistan, i den nordvästra delen av landet, 500 km väster om huvudstaden Teheran. Kānī Now ligger 1 703 meter över havet och antalet invånare är 337.
Terrängen runt Kānī Now är lite bergig. Runt Kānī Now är det ganska tätbefolkat, med 93 invånare per kvadratkilometer. Närmaste större samhälle är Bāneh, 8,1 km väster om Kānī Now. Trakten runt Kānī Now består i huvudsak av gräsmarker.